# Crotalus molossus
Crotalus molossus är en ormart som beskrevs av Baird och Girard 1853. Crotalus molossus ingår i släktet skallerormar och familjen huggormar. IUCN kategoriserar arten globalt som livskraftig.
Denna skallerorm förekommer i sydvästra USA och i Mexiko. Den lever i låglandet och i bergstrakter upp till 2930 meter över havet. Habitatet varierar mellan bland annat gräsmarker, savanner med några träd, torra landskap med kaktusar och buskar, blandskogar och lövfällande skogar. Arten vistas vanligen i klippig terräng. Individerna håller till på marken och klättrar ibland i den låga växtligheten.

## Underarter
Arten delas in i följande underarter:
- C. m. estebanensis
- C. m. molossus
- C. m. nigrescens
- C. m. oaxacus